# ریوردیل (شیکاگو)
ریوردیل یکی از ۷۷ منطقه اجتماعی رسمی شیکاگو، ایلینوی است که در قسمت جنوبی شهر واقع شده است.
همانطور که در ابتدا توسط کمیته تحقیقات علوم اجتماعی در دانشگاه شیکاگو تعیین شد و به طور رسمی توسط شهر شیکاگو پذیرفته شد، منطقه اجتماعی ریوردیل از خیابان ۱۱۵ در جنوب تا مرز شهر در خیابان ۱۳۸ و از خطوط راه‌آهن مرکزی ایلینوی در شرق تا آزادراه بیشاپ فورد ادامه می‌یابد.

## تاریخچه
اولین مهاجر غیر بومی در این منطقه دیوید پریام بود که در سال ۱۸۳۷ زمینی را در شمال «هورس‌شو بند» در رود کالومت در منطقه‌ای به نام «وایلدوود» مدعی شد. این زمین بعداً توسط سرهنگ جیمز اچ. بوون که در ساخت کانال کال-سگ که رود کالومت را به رود ایلینوی متصل می‌کرد، به دست آورد. پس از از دست دادن خانه خود در آتش سوزی شیکاگو ، بوون به وایلد وود نقل مکان کرد و این خانه را به خانه تابستانی مجلل تبدیل کرد که نخبگان شیکاگو در دهه ۱۸۷۰ در آن جمع می‌شدند. یکی دیگر از ساکنان اولیه، جورج دولتون، در نزدیکی رود کالومت در کنار جاده شیکاگو-تورنتون (خیابان ایندیانا امروزی) ساکن شد. او یک کشتی زنجیره‌ای را در آن سوی رودخانه اداره می کرد. لوی اوسترهود از سال ۱۸۴۰ یک خانه میخانه/جاده در خیابان ۱۳۳ و تورنتون راه‌اندازی کرد و این منطقه به نام گذرگاه ریوردیل شناخته شد. در سال ۱۸۴۲، دولتون و اوسترهود کشتی را با یک پل عوارضی جایگزین کردند و آن را پل دولتون نامیدند.
در سال ۱۸۴۹، خانواده دولتون ۵۰ هکتار زمین کشاورزی در ساحل شمالی رودخانه کالومت را به جان تُن، یک مهاجر هلندی که یکی از بنیانگذاران سکونتگاه جدید رزلند در شمال بود، اجاره دادند. تن یکی از طرفداران لغو ممنوعیت برده‌داری بود که از این سایت تا زمان جنگ داخلی ایستگاهی را در راه آهن زیرزمینی اداره می کرد.

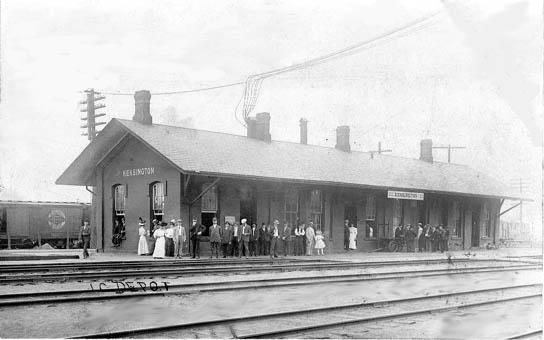
ایستگاه کنزینگتون در راه‌آهن مرکزی ایلینوی در سال ۱۸۵۲ در محلی که اکنون تیپ شمالی منطقه اجتماعی ریوردیل است.

انتهای شمالی ریوردیل هم از نظر تاریخی و هم از نظر فرهنگی نزدیک‌تر با رزلند است. در سال ۱۸۵۲، راه‌آهن مرکزی ایلینویز ایستگاهی را در خیابان ۱۱۵ افتتاح کرد که در آن راه‌آهن مرکزی میشیگان به مسیرهای آی‌سی‌آرآر ملحق شد و آن را ایستگاه کالومت نامید که بعداً به نام کاخ و باغ‌های لندن به «کنزینگتون» تغییر نام داد.
در سال ۱۸۸۰، جورج پولمن شروع به ساخت شهر نمونه خود در شمال خیابان ۱۱۵ کرد. در کنزینگتون، شهرک کوچکی از فروشگاه‌ها، پانسیون‌ها و سالن‌ها برای خدمت به خدمه ساختمانی و تاجران مهاجری که برای کار در مغازه‌های پولمن آمده بودند، پدید آمد. سالن‌های بدنام، هلندی‌های متواضع رزلند را بر آن داشت تا کنزینگتون را «بام‌تاون» نامگذاری کنند. ریوردیل در سال ۱۸۸۹ به شیکاگو ضمیمه شد.
پس از اعتصاب پولمن در سال ۱۸۹۴، شیوه‌های استخدام در این منطقه باز شد و بسیاری از صنایع جدید را به این منطقه آورد. آمریکایی‌های ایتالیایی‌تبار نه تنها در پولمن، بلکه در ایلینوی ترا کوتا و سایر صنایع مجاور کار می‌کردند. انجمن «پولمن‌لند» مزرعه پولمن را در ساحل غربی دریاچه کالومت اداره می‌کرد. مزرعه با زباله‌های فاضلاب شهر پولمن بارور شد. شرکت رنگ کالومت فعالیت خود را در کلیسای متروکه ای بین پولمن و دریاچه آغاز کرد. بعداً توسط شرکت شروین-ویلیامز خریداری شد و به یکی از بزرگترین کارخانه‌های رنگ‌آمیزی در آمریکا تبدیل شد. سایر کارفرمایان در این منطقه شامل کارخانه‌های یخ سوئیفت و نیکربوکر، شیکاگو دراپ فورج، آکم استیل، کارخانه تقطیر ریوردیل و شرکت های مصالح ساختمانی هستند که آجر و الوار را به منطقه ارائه می‌کنند.
در دهه ۱۹۴۰، تعداد افرادی که در ریوردیل کار می‌کردند بیشتر از افرادی بود که در آنجا زندگی می‌کردند، اما این وضعیت در شرف تغییر بود. در سال ۱۹۴۵، اداره مسکن شیکاگو تلاش گسترده‌ای را برای ساخت مسکن کم هزینه برای جانبازان بازگشته از جنگ آغاز کرد. باغ‌های آلتگلد ، خانه های فیلیپ موری و بخش پیستر در غرب رودخانه کالومت، اجاره کم و مسکن بخش ۸ را ارائه کردند. جمعیت ریوردیل تا سال ۱۹۷۰ به بیش از ۱۵۰۰۰ نفر افزایش یافت. خدمات مازاد بر مالیات یا به طور کامل کمبود داشتند، در نهایت خدمات آب و فاضلاب شهری در سال ۱۹۸۰ وصل شد. دبیرستان کارور در ۱۳۱ و دوتی‌رود به یک مدرسه نظامی تبدیل شد و تلاش‌ها برای انتقال جمعیت مدرسه به روزلند نزدیک منجر به خشونت‌های پراکنده گروه‌ها شده است.
در سال ۱۹۵۳، ایلینوی منطقه بندری منطقه شیکاگو را برای هماهنگی با باز کردن مسیر دریایی سنت لورن به کشتی‌های آب عمیق تأسیس کرد. بندر شیکاگو از اسکله نیروی دریایی به دریاچه کالومت منتقل شد. این دریاچه به یک حوضه چرخش آب عمیق تبدیل شد که به آسانسورهای غلات بزرگ، مخازن ذخیره نفت و پایانه های عمومی و راه آهن مرتبط است. این بندر در سال ۱۹۵۸ با سر و صدای زیادی افتتاح شد اما هرگز پتانسیل مورد انتظار خود را به طور کامل درک نکرد.
در دهه‌های ۱۹۶۰ و ۱۹۷۰، صنایع منطقه شروع به تعطیلی کردند و جمعیت عمدتاً آمریکایی آفریقایی‌تبار شدند. کارخانه پولمن-استاندارد که زمانی مرکز اشتغال منطقه بود، آخرین واگن ریلی خود را در سال ۱۹۸۱ تولید کرد. اکمه استیل که در سال ۱۹۲۹ تقریباً ۱۲۰۰ کارگر را استخدام می کرد، چندین بار تعطیل شده است. کارخانه رنگ شروین ویلیامز در سال ۱۹۸۰ بسته شد و ویران شد. در کنزینگتون، کلیسای سنت سالومیا، بقایای مهاجران اروپایی، اکنون کلیسای باپتیست سالم را در خود جای داده است. در سال ۱۹۹۸، چندین منطقه در کنزینگتون به ممنوعیت فروش الکل رای دادند که زمانی معروف «بام‌تاون» را خشک می‌کرد.
در حال حاضر، این منطقه دارای بالاترین «شاخص سختی» در میان مناطق اجتماعی شیکاگو است. 

## محله‌ها
در جنوب کنزینگتون و شمال خیابان ۱۳۰ کارخانه عظیم احیای آب کالومت قرار دارد که توسط منطقه احیای آب شهری شیکاگوی بزرگ اداره می‌شود. این شرکت فاضلاب مناطق شیکاگو و حومه جنوبی را به مساحت تقریبی ۳۰۰ مایل مربع تصفیه می‌کند و قدیمی ترین از هفت تاسیسات این منطقه است. بیش از نیمی از مساحت ریوردیل را کارخانه احیای آب، محوطه‌های راه‌آهن، زمین‌های پر کردن زمین و سایت‌های صنعتی تشکیل می‌دهد. علاوه بر این کاربری‌های صنعتی، منطقه اجتماع تعدادی محله مسکونی را در خود جای داده است.

### باغ‌های آلتگلد
یک پروژه مسکن عمومی سی‌اچ‌ای که به نام خانه باغ‌های آلتگلد نام‌گذاری شده است. یک نظرسنجی که توسط وزارت برنامه ریزی در سال ۱۹۷۸ از ساکنان شیکاگو انجام شد، مرزهای محله را برای محله باغ آلتگلد به عنوان خیابان ۱۳۰ در شمال تا رودخانه کالومت در جنوب، و تقریباً از خیابان لانگلی در غرب تا ریل راه آهن در غرب و خیابان دوتی در شرق نشان می‌دهد.

### ادن گرین
محله ادن گرین که به دلیل توسعه مسکن به همین نام نامگذاری شده است، از خیابان ۱۳۰ در شمال تا رودخانه کالومت در جنوب، و از خطوط راه آهن ملی کانادا در غرب تا خطوط اتحادیه اقیانوس آرام در شرق امتداد دارد.  توسعه مسکن، که در سال ۱۹۶۸ ساخته شد، یکی از اولین توسعه‌های تحت مالکیت و بهره‌برداری سیاه‌پوستان بود. در نهایت شامل بیش از ۱۰۰۰ واحد مسکونی و آپارتمانی برای خانواده های کم درآمد تا متوسط بود.

### گلدن گیت
محله گلدن گیت که به‌خاطر پارک گلدن گیت، پارکی در خیابان اس. ابرهارت که توسط ناحیه پارک شیکاگو تقریباً به خیابان لنگلی در شرق اداره می‌شود، نام‌گذاری شده است.

### ریوردیل
محله ریوردیل از رودخانه کالومت در شمال تا خیابان ۱۳۸ در جنوب و از خیابان ایندیانا در غرب تا خطوط راه‌آهن اتحادیه پاسیفیک در شرق امتداد دارد.  

## جمعیت‌شناسی
بر اساس تجزیه و تحلیل سال ۲۰۱۸ توسط آژانس متروپولیتن شیکاگو برای برنامه ریزی ۷۲۶۲ نفر و ۲۵۶۰ خانوار در ریوردیل وجود داشت. ترکیب نژادی منطقه ۱٫۸٪ سفیدپوست ، ۹۵٫۳٪ آفریقایی آمریکایی، ۰٫۳٪ آسیایی و ۰٪ از نژادهای دیگر بود. اسپانیایی یا لاتینتبار از هر نژاد ۲٫۶٪ از جمعیت را تشکیل می‌دادند.  در سال ۱۹۹۰، تقریباً ۶۳ درصد از خانوارهای ریوردیل در فقر زندگی می‌کردند.

## آموزش و پرورش
- مدرسه ابتدایی آلدریج
- دبیرستان آکادمی نظامی کارور
- سی‌آی‌سی‌اس لوید باند
- دبستان دوبوا
- مدرسه ابتدایی جورج واشنگتن کارور

## سیاست
منطقه اجتماعی ریوردیل پایگاهی برای حزب دموکرات است. در انتخابات ریاست جمهوری سال ۲۰۱۶، ریوردیل ۲۱۴۰ رای به هیلاری کلینتون و ۹ رای دونالد ترامپ (۹۸٫۸۵% به ۰٫۴۲%) را به صندوق انداخت. این بهترین نمایش کلینتون در شهر شیکاگو بود که با ۸۳٫۶۳ درصد آرا در سطح شهر برنده شد. در انتخابات ریاست جمهوری سال ۲۰۱۲ ، ریوردیل ۲۵۳۷ رای به باراک اوباما و ۷ رای به میت رامنی (۹۹٫۶۹% به ۰٫۲۸%) داد. این بهترین نمایش اوباما در شهر شیکاگو بود که با ۸۴٫۰۱ درصد آرا در سطح شهر برنده شد.
منطقه اجتماعی ریوردیل درحوزه انتخابیه دوم ایلینوی واقع شده است و توسط رابین کلی (متیسون) نماینده مجلس نمایندگان آمریکا ارائه می‌شود.
در سطح ایالتی، اکثریت منطقه اجتماعی ریوردیل در ناحیه پانزدهم قانونگذاری و ناحیه ۲۹ مجلس نمایندگان با نمایندگی سناتور امیل جونز سوم (شیکاگو) و نماینده تادئوس جونز (کالومی‌سیتی) واقع شده است. بخش خاور دور ریوردیل در ناحیه هفدهم قانونگذاری و ناحیه ۳۴ مجلس نمایندگان است که توسط سناتور الگی سیمز (شیکاگو) و نماینده نیکلاس اسمیت (شیکاگو) نمایندگی می‌شود. 
در سطح محلی، ریوردیل در بخش نهم واقع شده است و در شورای شهر شیکاگو توسط الدرمن آنتونی بیل که همچنین عضو کمیته دموکراتیک بخش نهم است، نمایندگی می‌شود. از سپتامبر ۲۰۱۹، بخش نهم عضو کمیته جمهوری‌خواه منتخب یا انتصابی ندارد.

## حمل و نقل
اداره حمل و نقل شیکاگو خدمات اتوبوس را از طریق اتوبوس شماره ۳۴ میشیگان جنوبی در امتداد خیابان ۱۳۱، خیابان الیس، خیابان ۱۳۳ و خیابان لنگلی ارائه می‌دهد. اتوبوس حومه پیس شماره ۳۵۳ در نزدیکی محله در خیابان ایندیانا و خیابان ۱۳۰ توقف دارد. با این حال، از آنجایی که پیس یک سرویس حومه شهری است، از طریق شهر شیکاگو به ایستگاه خط قرمز سی‌تی‌ای در خیابان ۹۵ می‌رسد. ساکنان گزارش می‌دهند که از این اتوبوس‌ها برای دسترسی به این ایستگاه به عنوان پیوندی به شیکاگو لوپ استفاده می‌کنند. نزدیکترین ایستگاه مترا، ایستگاه ریوردیل است که در حومه همسایه ریوردیل، ایلینوی در خیابان ۱۳۷ و خیابان ایلینوی واقع شده است. این منطقه تا اوایل دهه ۱۹۶۰ توسط ایستگاه وایلدوود، واقع در نزدیکی خیابان ۱۳۰ و خیابان ایندیانا، خدمات رسانی می شد. به عنوان بخشی از گسترش خط قرمز ، پایانه خیابان ۱۳۰ پیشنهادی در نزدیکی آلتگلد گاردنز هومز خواهد بود.

## پارک‌ها و فضای‌باز
پارک‌ها و فضای باز قابل توجه در منطقه اجتماعی ریوردیل عبارتند از: پارک گلدن گیت (سی‌پی‌دی)، مرداب کنزینگتون (ام‌دابلیو‌آردی)، لیتل کالومت مارش (خصوصی)، و بیوبین وودز (اف‌پی‌دی‌سی‌سی).

## ساکنین قابل توجه
- جیسون آوانت (متولد ۱۹۸۳)، گیرنده حرفه‌ای فوتبال آمریکایی. او در دوران کودکی ساکن خانه‌های باغ آلتگلد بود.[۲۴]
- لوید باند، محقق در زمینه روان سنجی. او ساکن دوران کودکی آلتگلد گاردنز بود. [۲۵]
- تری کامینگز (متولد ۱۹۶۱)، بسکتبالیست حرفه‌ای. او در دوران کودکی ساکن خانه‌باغ‌های آلتگلد بود. [۲۶]
- تیم هارداوی (متولد ۱۹۶۶)، بسکتبالیست حرفه‌ای. او در دوران کودکی ساکن خانه‌باغ‌های آلتگلد بود. [۲۷]
- اسکوپ جکسون (متولد ۱۹۶۳)، روزنامه‌نگار ورزشی، نویسنده و منتقد فرهنگی. او در دوران کودکی ساکن خانه‌باغ‌های آلتگلد بود.
- هیزل ام. جانسون (۱۹۳۵-۲۰۱۱)، بنیانگذار مردم برای بازیابی جامعه و مادر جنبش عدالت زیست محیطی امروزی.[۲۸]
- پریست لادردیل (متولد ۱۹۷۳)، بسکتبالیست حرفه‌ای. او در دوران کودکی ساکن خانه‌باغ‌های آلتگلد بود. [۲۹]
- کازی راسل (متولد ۱۹۴۴)، بسکتبالیست حرفه‌ای. او در دوران کودکی ساکن خانه‌باغ‌های آلتگلد بود. [۲۶]

## لینک‌های خارجی
- www.altgeldgardens.com
- نقشه جامعه رسمی شهر شیکاگو ریوردیل
- صفحه تاریخچه جامعه کتابخانه ریوردیل
- دایره المعارف شیکاگو: ریوردیل

الگو:Community areas of Chicagoالگو:Neighborhoods in Chicago